# Bimbachsmühle
Bimbachsmühle ist ein Gemeindeteil der Gemeinde Michelau im Steigerwald im unterfränkischen Landkreis Schweinfurt in Bayern. Bimbachsmühle liegt in der Gemarkung Hundelshausen.

## Lage
Die Einöde liegt am Bimbach. Ein Anliegerweg führt zur Kreisstraße SW 54 bei Hundelshausen (0,4 km östlich).

## Geschichte
Mit dem Gemeindeedikt (frühes 19. Jahrhundert) wurde Bimbachsmühle der neu gebildeten Ruralgemeinde Hundelshausen zugewiesen. Im Zuge der Gebietsreform in Bayern wurde Bimbachsmühle am 1. Mai 1978 nach Michelau eingemeindet.